# Vicolo di Mazzamurelli
Vicolo di Mazzamurelli är en gränd i Trastevere i Rom. Gränden löper från Viale di Trastevere till Via di San Gallicano. 

## Beskrivning
Enligt traditionen skall grändens namn åsyfta mazzamurello, en typ av övernaturligt eller demoniskt väsen inom italiensk folklore. Mazzamurello kommer av mazza, ”slag”, ”stöt”, och murello, ”mur”, ”vägg”, och anger att demonen bankade i väggen för att påkalla uppmärksamhet på en annalkande fara eller att någon avliden anhörig försökte kommunicera med de levande. Dessa demoner skall uppenbarligen ha hemsökt detta område i Trastevere.
Enligt en annan teori handlar mazzamurello om ett populärt hasardspel.

## Bilder
| - Vicolo di Mazzamurelli på en karta över Rom från år 2016. |